# Bruno Abegg

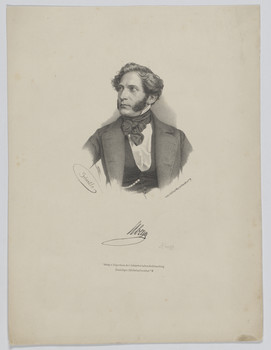
Bruno Abegg (um 1848)

Bruno Erhard Abegg (* 17. Januar 1803 in Elbing; † 16. Dezember 1848 in Berlin) war ein deutscher Politiker.

## Leben
Er besuchte zunächst das Gymnasium in Elbing, studierte ab 1822 in Heidelberg und Königsberg die Rechte. 1826 erhielt er in Heidelberg die Doktorwürde und arbeitete darauf in Danzig und Königsberg, wo er am Oberlandesgericht beschäftigt war. 1831 erwarb er ein Gut im Kreis Fischhausen und wurde 1833 dort Landrat. Im Herbst 1835 ging er auf Veranlassung des Oberpräsidenten von Schön zunächst interimsweise als Polizeipräsident nach Königsberg und wurde 1836 definitiv angestellt. 1840 lehnte er einen angebotenen Adelstitel ab. Bis 1845 war er in Königsberg tätig und wurde dann nach Berlin versetzt. Nach einem kurzen Zwischenspiel im Berliner Finanzministerium (1845) ging er noch im selben Jahr mit dem Titel eines Geheimen Regierungsrats als königlicher Kommissar der Oberschlesischen Eisenbahn nach Breslau.
Während der Unruhen 1848 beteiligte er sich an einer Petition an den König Friedrich Wilhelm IV. von Preußen und stand an der Spitze der städtischen Deputationen von Liegnitz und Breslau, die vom König am 21. März empfangen wurde, den Bruch mit den bisherigen Verfassungszuständen in Preußen und die ein neues Wahlgesetz ohne ständischen Beirat forderte. Der König lehnte die Forderungen ab und sendete Abegg am 22. März eine königliche Proklamation, die die Ablehnung wiederholte und einige Punkte aufzählte, die der König der Volksvertretung vorlegen wollte. Im selben Jahr noch war Abegg Mitglied des Vorparlaments und Vizepräsident des Fünfzigerausschusses. Der Frankfurter Nationalversammlung gehörte er nicht an, aber er wurde vom Kreis Kreuznach in die preußische Nationalversammlung gewählt. Wegen seines schlechten Gesundheitszustands fehlte er in der nach Brandenburg verlegten Versammlung und starb noch im selben Jahr in Berlin.
Abegg war Freimaurer und von 1834 bis zu seinem Tod im Jahre 1848 Mitglied der Loge Zum Todtenkopf und Phoenix in Königsberg.

## Familie
Abegg war der Sohn des Kaufmanns und Geheimen Kommerzienrats August Abegg (1775–1816) aus Elbing und der Johanna, geb. Jungschulz von Röbern. Eine Cousine ersten Grades war die Pianistin Meta Abegg, deren Name Robert Schumanns Inspiration für seine Abegg-Variationen war. Bruno Abeggs Cousin dritten Grades war der Danziger Gynäkologe Heinrich Abegg; entsprechend zählten zur weitläufigeren Verwandtschaft auch der Strafrechtler Julius Abegg und Wilhelm Abegg, Begründer der modernen Polizei Preußens. Cousins ersten Grades von Bruno und Meta Abeggs Großvater Johann Daniel Abegg (1745–1799) waren der Heidelberger Theologe Johann Friedrich Abegg, der gleichnamige Politiker Johann Friedrich Abegg und dessen Bruder Philipp Julius Abegg, Reeder in Emden. Sie alle gehören dem deutschen Ast des aus dem Kanton Zürich stammenden Geschlechts Abegg an, der von Johann Daniel Abeggs Großvater Johann Jacob Abegg (1685–1744) aus Wiedikon begründet wurde.